# Angelo Pierattini
Angelo Pierattini Serqueira (Santiago, 29 de julio de 1977) es un músico y compositor de rock chileno.

## Biografía
Pierattini fue segunda guitarra de Bambú (1995-1996) —grupo de rock latino y reagge que desapareció después de la salida del vocalista Quique Neira—, pero se dio a conocer ampliamente a partir de fines de esa década como vocalista y guitarrista de la banda chilena de rock Weichafe. 
En 2005 lideró el trío Hueso —del que formaron parte la bajista Masiel Reyes y la baterista Carolina Arévalo, ambas del grupo Lilits—, con el sacó el álbum Dr. Hueso (2006). En esa época Pierattini desarrolló también, junto a Pablo Ilabaca (conocido como KVZon, de Chancho en Piedra), una serie de trabajos para el programa de televisión 31 minutos y el álbum Jaco Sánchez y Los Jaco (2005) (esta colaboración con Ilabaca se manifestó también durante el Festival de Viña del Mar 2006: Angelo estuvo como segunda y primera guitarra —esta última cuando Pablo tocaba teclado— en la presentación de los Chancho en Piedra).
Lanzó su primer disco como solista el 16 de octubre de 2008 —Angelo Pierattini y Las Calaveras Errantes Vol. 1—, que, bien recibido por la crítica especializada y el público, fue finalista de los Premios Altazor, igual que el segundo, Vampiros, aparecido en junio de 2010. El año siguiente marcó el inicio del trabajo independiente de Pierattini y el 5 de agosto de 2011 salió el disco Pierattini III, con el que regresa al trio rock. Luego presentó su segundo EP Canción universal (el primero es Ti Voglio Bene, de 2010). 
Con Fuego en Los Andes ganó el Altazor de ese año en la categoría de mejor disco rock. En 2014 ganó con Baila Dios —disco en el que participaron el estadounidense Alain Johannes (QOTSA, Them crooked vultures, Eleven, Sound City, etc) y el mexicano Paco Mastuerzo (Botellita de Jerez)— el premio Pulsar. Ese mismo año relanzó su banda que Weichafe, disuelta en 2008 al comenzar su carrera de solista.
En 2017 participa como guitarrista, junto con Walter Contreras (voz) y Diego Ormazábal (batería) en el proyecto Caladiablo, "pura poesía armonizada con rock", cuyo primer sigle es Amores suicidas.
Ha realizado varias giras llevando su música al extranjero, principalmente a México y Brasil. Como letrista Pierattini ha sido influido por el poeta Claudio Bertoni.
Durante 2020 Angelo se mantuvo lanzando diversos singles de lo que sería su futuro nuevo disco de estudio, incluyendo un cover junto a Diego Lorenzini a la canción "Carita de Gato" del músico chileno Jorge González.
En 2021 por medios digitales lanzó un EP de covers con canciones del inglés al español llamado Tomatu Sopita (volumen 1) versionando temas de The Moldy Peaches, Neil Young entre otros. Después de 6 años, en mayo de 2021 Angelo Pierattini lanza su nuevo disco de estudio llamado Soy un Aprendíz producido por Pablo Stipicic, el disco cuenta con diversas colaboraciones como Diego Lorenzini, Vicente Cifuentes, Pablo Ilabaca y miembros de grupos musicales como Quilapayún y Como Asesinar a Felipes.
En 2023 lanzó un EP de covers llamado "Sara"

## Discografía con Weichafe
- Tierra oscura del Sol (2000)
- Weichafe (2002)
- Pena de ti (2004)
- Harto de todo (2006)
- Yo soy Weichafe (2007)
- Weichafe. Teatro Caupolicán. Dic2014. Stgo (2015, BD)
- Mundo hostil (2016)
- Nacemos libres (EP, 2018)
- Vuelo hacia el final (2022)

## Discografía con Hueso
- Hueso (2005)
- Dr. Hueso (2006)

## Discografía como solista
- Angelo Pierattini y Las Calaveras Errantes Vol. 1 (2008)
- Vampiros (2010)
- PIII (2011)
- Fuego en Los Andes (2012)
- Baila Dios (2014)
- Soy un Aprendiz (2021)

## EP
- Ti voglio bene (2010)
- Canción universal (2011)
- Parabens (2012)
- Tomatu Sopita (Vol. 1) (2021)
- Sara (2023)

## Filmografía

### Cine
| Año  | Título                             | Rol        | Notas                   | Ref.   |
| ---- | ---------------------------------- | ---------- | ----------------------- | ------ |
| 2004 | Hijo de puta                       | Compositor | Cortometraje de ficción | [ 8 ]  |
| 2008 | 31 minutos, la película            | Compositor | Largometraje de ficción | [ 9 ]  |
| 2010 | Evaristo fulgor y caída en Machalí | Compositor | Cortometraje animado    | [ 10 ] |
| 2010 | 49 días                            | Compositor | Cortometraje de ficción | [ 11 ] |
| 2012 | La noche boca arriba               | Compositor | Largometraje animado    | [ 12 ] |
| 2015 | Lusers                             | Compositor | Largometraje de ficción | [ 13 ] |
| 2017 | Niñas araña                        | Compositor | Largometraje de ficción | [ 14 ] |
| 2018 | Nadadora                           | Compositor | Cortometraje de ficción | [ 15 ] |

## Premios y nominaciones

### Premios Pulsar
| Año  | Categoría           | Trabajo nominado  | Resultado | Ref.   |
| ---- | ------------------- | ----------------- | --------- | ------ |
| 2015 | Álbum del año       | Baila Dios        | Nominado  | [ 16 ] |
| 2015 | Artista del año     | Baila Dios        | Nominado  | [ 17 ] |
| 2015 | Mejor artista rock  | Baila Dios        | Ganador   | [ 18 ] |
| 2022 | Álbum del año       | Soy un Aprendiz   | Nominado  | [ 19 ] |
| 2022 | Artista del público | Angelo Pierattini | Nominado  | [ 20 ] |
| 2022 | Mejor cantautor     | Soy un Aprendiz   | Nominado  | [ 21 ] |
| 2022 | Grabación del año   | Soy un Aprendiz   | Nominado  | [ 22 ] |